# Benzie County
Benzie County ist ein County im Bundesstaat Michigan der Vereinigten Staaten. Der Verwaltungssitz (County Seat) ist Beulah. Das U.S. Census Bureau hat bei der Volkszählung 2020 eine Einwohnerzahl von 17.970 ermittelt.

## Geographie
Das County liegt im Nordwesten der Unteren Halbinsel von Michigan, grenzt im Westen an den Michigansee, einem der 5 großen Seen, und hat eine Fläche von 2226 Quadratkilometern, wovon 1394 Quadratkilometer Wasserfläche sind. Es grenzt im Uhrzeigersinn an folgende Countys: Leelanau County, Grand Traverse County und Manistee County.

## Geschichte
Benzie County wurde 1863 aus Teilen des Leelanau County gebildet. Benannt wurde es nach einem kleinen Fluss in der Gegend, den die ehemals französischen Machthaber Riviere Aux-Bec-Scies genannt hatten.
Eine Konstruktion im County hat den Status einer National Historic Landmark, die Eisenbahnfähre City of Milwaukee. Neun Bauwerke und Stätten des Countys sind insgesamt im National Register of Historic Places eingetragen (Stand 17. November 2017).

## Demografische Daten

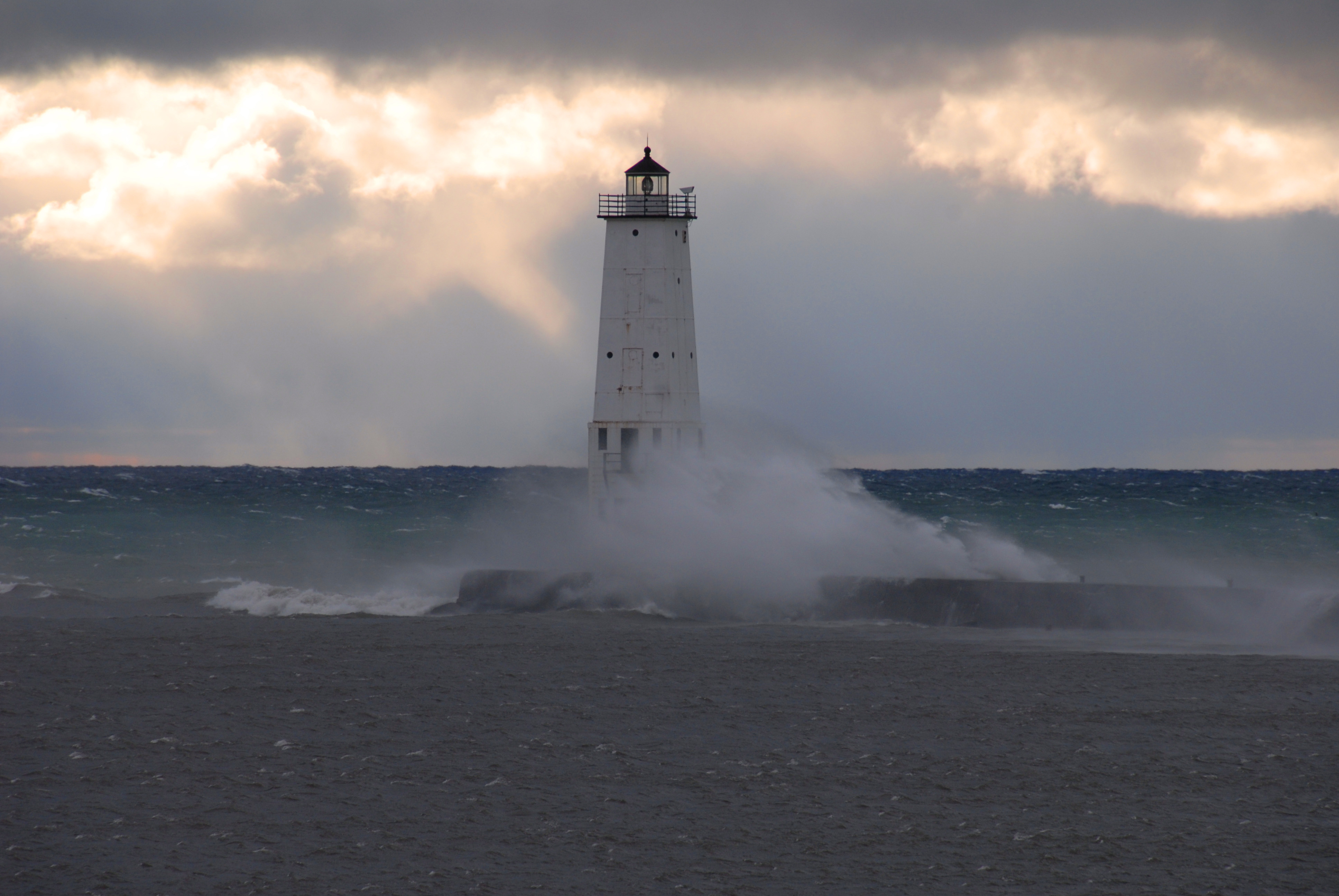
Das Frankfort North Breakwater Light, gelistet im NRHP mit der Nr. 05000983

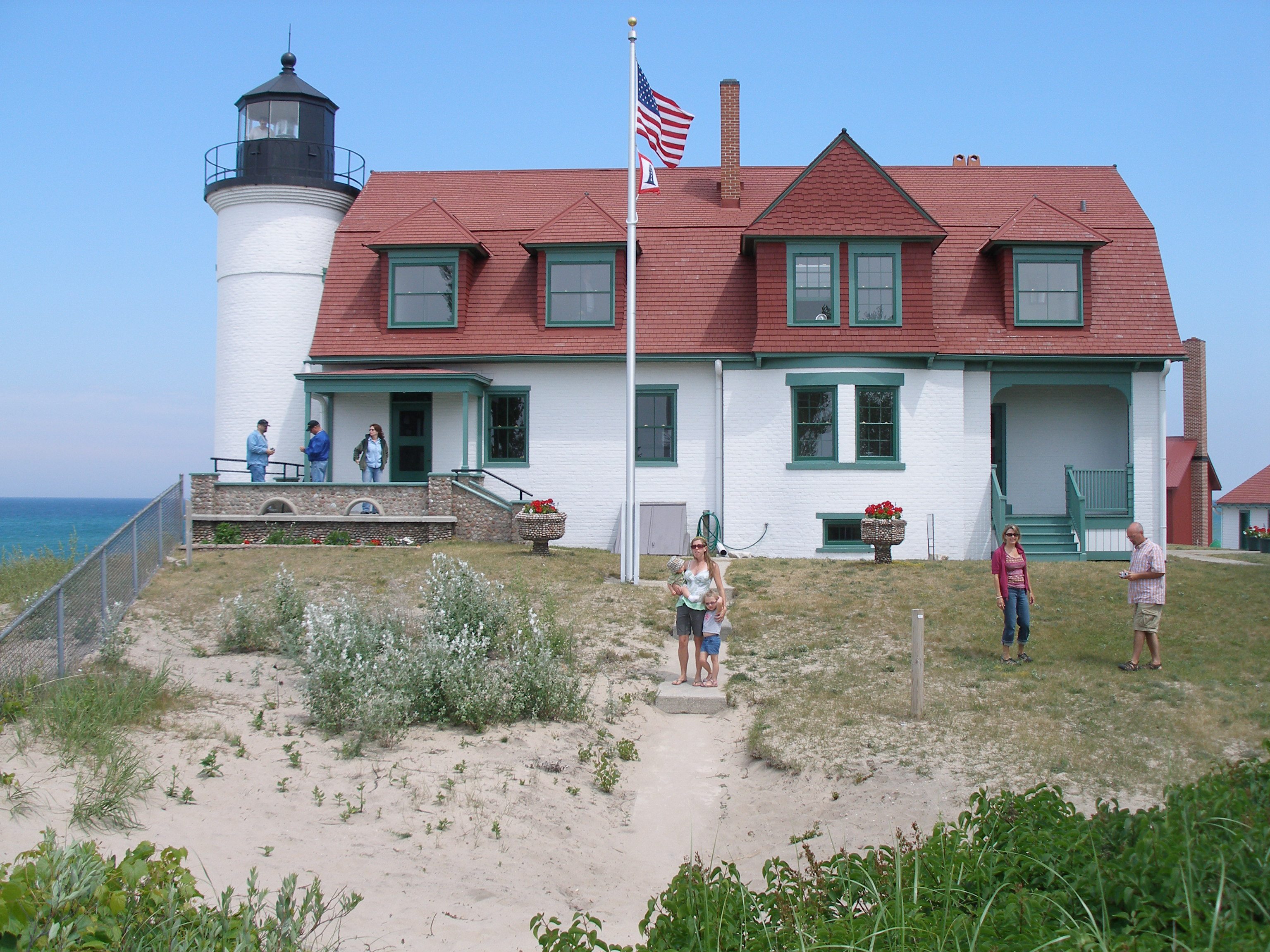
Point Betsie Light Station, gelistet im NRHP mit der Nr. 84001375

Nach der Volkszählung im Jahr 2000 lebten im Benzie County 15.998 Menschen in 6.500 Haushalten und 4.595 Familien. Die Bevölkerungsdichte betrug 19 Einwohner pro Quadratkilometer. Ethnisch betrachtet setzte sich die Bevölkerung zusammen aus 96,39 Prozent Weißen, 0,28 Prozent Afroamerikanern, 1,59 Prozent amerikanischen Ureinwohnern, 0,16 Prozent Asiaten, 0,01 Prozent Bewohnern aus dem pazifischen Inselraum und 0,39 Prozent aus anderen ethnischen Gruppen; 1,19 Prozent stammten von zwei oder mehr Ethnien ab. 1,46 Prozent der Bevölkerung waren spanischer oder lateinamerikanischer Abstammung.
Von den 6.500 Haushalten hatten 28,8 Prozent Kinder unter 18 Jahren, die bei ihnen lebten. 59,2 Prozent waren verheiratete, zusammenlebende Paare, 7,7 Prozent waren allein erziehende Mütter und 29,3 Prozent waren keine Familien. 24,1 Prozent waren Singlehaushalte und in 10,8 Prozent lebten Menschen im Alter von 65 Jahren oder darüber. Die Durchschnittshaushaltsgröße betrug 2,42 und die durchschnittliche Familiengröße lag bei 2,86 Personen.
23,4 Prozent der Bevölkerung waren unter 18 Jahre alt. 6,2 Prozent zwischen 18 und 24 Jahre, 27,1 Prozent zwischen 25 und 44 Jahre, 25,8 Prozent zwischen 45 und 64 Jahre und 17,5 Prozent waren 65 Jahre oder älter. Das Durchschnittsalter betrug 41 Jahre. Auf 100 weibliche Personen kamen 98,1 männliche Personen. Auf 100 Frauen im Alter von 18 Jahren und darüber kamen statistisch 96,4 Männer.
Das jährliche Durchschnittseinkommen eines Haushalts betrug 37.350 USD, das Durchschnittseinkommen einer Familie 42.716 USD. Männer hatten ein Durchschnittseinkommen von 30.218 USD, Frauen 21.730 USD. Das Prokopfeinkommen betrug 18.524 USD. 4,7 Prozent der Familien und 7,0 Prozent der Bevölkerung lebten unterhalb der Armutsgrenze.

## Orte im County
- Bendon
- Benzonia
- Beulah
- Crystallia
- Elberta
- Frankfort
- Honor
- Lake Ann
- Nessen City
- Pilgrim
- Thompsonville
- Wallin
- Watervale

Townships
- Almira Township
- Benzonia Township
- Blaine Township
- Colfax Township
- Crystal Lake Township
- Gilmore Township
- Homestead Township
- Inland Township
- Joyfield Township
- Lake Township
- Platte Township
- Weldon Township